# 许爱民
许爱民（1957年1月—），男，江西黎川人，中华人民共和国政治人物。

## 生平
1976年，加入中国共产党。毕业于景德镇陶瓷学院后留校工作。1988年后，担任临川市委副书记、市长。1997年，担任中共景德镇市委常委、副市长。2001年，升任市长。2004年，担任中共景德镇市委书记。2011年，担任江西省发展和改革委员会主任。2013年，升任江西省第十一届政协副主席。
2014年年底，他的女婿、原鹰潭团市委原书记、省政协委员徐楷因违纪被调查。2015年2月17日，相关调查结论指许爱民“严重违反党的政治规矩和组织纪律，利用职务上的便利或影响，为女儿、女婿在公务员录用和职务晋升方面谋取利益；滥用职权，造成国有资产重大损失；弄虚作假，骗取‘中国陶瓷艺术大师称号’荣誉，其行为构成严重违纪”，由副部级降为副处级非领导职务，并被开除党籍。

## 家庭
妻子杨燕萍是景德镇市财政局干部，女儿许灿灿是景德镇团市委、市政协干部。母女二人皆是景德镇市政协委员，2015年1月同时被撤销政协委员资格。女婿徐楷曾任中国共青团鹰潭市委书记、江西省政协委员。